# Élections cantonales de 1910 dans la Somme
Les élections cantonales françaises de 1910 ont eu lieu le 24 et le 30 juillet 1910.

## Contexte départemental

### Assemblée départementale sortante
Avant les élections, le conseil général de la Somme est présidé par Louis Rameau (ARD), à la tête du département depuis 1902. Il comprend 41 conseillers généraux issus des 41 cantons de la Somme. 21 d'entre eux sont renouvelables lors de ces élections.
| Parti                                           | Sigle | Sigle | Élus |
| ----------------------------------------------- | ----- | ----- | ---- |
| Centre (34 sièges)                              |       |       |      |
| Parti républicain radical et radical-socialiste |       | PRRRS | 20   |
| Alliance républicaine démocratique              |       | ARD   | 12   |
| Radicaux indépendants                           |       | RI    | 1    |
| Droite (5 sièges)                               |       |       |      |
| Fédération républicaine                         |       | FR    | 3    |
| Action libérale populaire                       |       | ALP   | 2    |
| Gauche (2 sièges)                               |       |       |      |
| Section française de l'Internationale ouvrière  |       | SFIO  | 2    |
| Président du conseil général                    |       |       |      |
| Louis Rameau (ARD)                              |       |       |      |

## Conseil général élu
| Canton                 | Conseiller sortant     | Étiquette | Candidat élu            | Étiquette |
| ---------------------- | ---------------------- | --------- | ----------------------- | --------- |
| Abbeville-Nord         | Émile Ternois          | PRRRS     | Émile Ternois           | PRRRS     |
| Ailly-le-Haut-Clocher  | Eugène Villemant       | ARD       | Eugène Villemant        | ARD       |
| Ailly-sur-Noye         | Ulysse Flament         | PRRRS     | Ulysse Flament          | PRRRS     |
| Amiens-Nord-Est        | Lucien Lecointe*       | SFIO      | Auguste Cleuet          | SFIO      |
| Amiens-Sud-Ouest       | Albert Catoire*        | FR        | Georges Béthouart       | FR        |
| Bernaville             | Edmond Vaquette        | ARD       | Edmond Vaquette         | ARD       |
| Boves                  | Ernest Cauvin          | ARD       | Ernest Cauvin           | ARD       |
| Bray-sur-Somme         | Ernest Choqué          | PRRRS     | Ernest Choqué           | PRRRS     |
| Combles                | Émile Magniez          | PRRRS     | Émile Magniez           | PRRRS     |
| Doullens               | Albert Rousé*          | RI        | Étienne Dusevel         | PRRRS     |
| Gamaches               | Léon Saliès            | FR        | Léon Saliès             | FR        |
| Nesle                  | Hector Lamotte         | ARD       | Hector Lamotte          | ARD       |
| Nouvion                | Fernand Maquennehen    | PRRRS     | Fernand Maquennehen     | PRRRS     |
| Oisemont               | Émile Boucher          | PRRRS     | Émile Boucher           | PRRRS     |
| Picquingy              | Henri Boitel de Belloy | ALP       | Paul Thuillier-Buridard | PRRRS     |
| Poix-de-Picardie       | Louis Rameau           | ARD       | Louis Rameau            | ARD       |
| Roisel                 | Henri Vion             | FR        | Henri Vion              | FR        |
| Rosières-en-Santerre   | Louis-Lucien Klotz     | PRRRS     | Louis-Lucien Klotz      | PRRRS     |
| Roye                   | Elie Vasseur           | ARD       | Elie Vasseur            | ARD       |
| Saint-Valery-sur-Somme | Louis Delattre         | PRRRS     | Louis Delattre          | PRRRS     |
| Villers-Bocage         | Paul Casimir Dubois    | PRRRS     | Paul Casimir Dubois     | PRRRS     |

*Conseillers généraux sortants ne se représentant pas

### Élus
| Partis       | Partis                                          | Conseillers sortants | Conseillers élus | Évolution     |
| ------------ | ----------------------------------------------- | -------------------- | ---------------- | ------------- |
|              | Parti républicain radical et radical-socialiste | 9                    | 11               | 2             |
|              | Alliance républicaine démocratique              | 6                    | 6                | en stagnation |
|              | Radicaux indépendants                           | 1                    | 0                | 1             |
| Total Centre | Total Centre                                    | 16                   | 17               | 1             |
|              | Fédération républicaine                         | 3                    | 3                | en stagnation |
|              | Action libérale populaire                       | 1                    | 0                | 1             |
| Total Droite | Total Droite                                    | 4                    | 3                | 1             |
|              | Section française de l'Internationale ouvrière  | 1                    | 1                | en stagnation |
| Total Gauche | Total Gauche                                    | 1                    | 1                | en stagnation |

### Groupes politiques
| Parti                                           | Sigle | Sigle | Élus |
| ----------------------------------------------- | ----- | ----- | ---- |
| Centre (35 sièges)                              |       |       |      |
| Parti républicain radical et radical-socialiste |       | PRRRS | 22   |
| Alliance républicaine démocratique              |       | ARD   | 12   |
| Droite (4 sièges)                               |       |       |      |
| Fédération républicaine                         |       | FR    | 3    |
| Action libérale populaire                       |       | ALP   | 1    |
| Gauche (2 sièges)                               |       |       |      |
| Section française de l'Internationale ouvrière  |       | SFIO  | 2    |
| Président du conseil général                    |       |       |      |
| Louis Rameau (ARD)                              |       |       |      |